# Аттийонкур
Аттийонку́р (фр. Attilloncourt) — коммуна на северо-востоке Франции, регион Гранд-Эст (бывший Эльзас — Шампань — Арденны — Лотарингия), департамент Мозель. Относится к  кантону Шато-Сален.

## Географическое положение
Аттийонкур расположен в 40 км к юго-востоку от Меца. Соседние коммуны: Гремсе на северо-востоке, Петтонкур на востоке, Монсель-сюр-Сей на юго-востоке, Мазерюль на юге, Брен-сюр-Сей на западе, Бьонкур и Бе-сюр-Сей на северо-западе.

## История
- Деревня находилась в ведении епископальского округа де Вик.
- Коммуна сильно пострадала в годы Первой мировой войны.

## Демография
По переписи 2007 года в коммуне проживало 98 человек.	

## Достопримечательности
- Церковь Сен-Лорен, 1869 года.